# Progressive Constitutionalist Party (Malta)
Progressive Constitutionalist Party (PCP) – partia polityczna na Malcie istniejąca w latach 1953–1971.
PCP została założona w 1953 przez Mabel Strickland, właścicielkę Times of Malta i córkę Geralda Stricklanda, założyciela Constitutional Party na Malcie. PCP wydzieliła się z Constitutional Party, którą Strickland opuściła w proteście przeciwko jej poparciu dla polityki integracji Partii Pracy z Wielką Brytanią.
Partii nie udało się zdobyć mandatu w wyborach w 1953 i 1955, ale zdobyła jedno miejsce w wyborach w 1962. Straciła jednak swoje miejsce w okresie po odzyskaniu niepodległości w wyborach w 1966. Po tym, jak nie udało jej się zdobyć mandatu w wyborach w 1971 zniknęła ze sceny politycznej.

## Ideologia
Partia promowała lojalność wobec Kościoła katolickiego i Korony Brytyjskiej, ale opowiadała się za statusem Malty jako dominium brytyjskie, aby uniknąć jakiejkolwiek asymilacji kulturowej lub sekularyzacji, jaką mogłaby przynieść integracja z Wielką Brytanią. Także utrzymywała ostre stanowisko antykomunistyczne.

## Historia wyborów
| Wybory            | Lider            | Głosy | %    | Miejsca | +/–  | Pozycja partii | Status           |
| ----------------- | ---------------- | ----- | ---- | ------- | ---- | -------------- | ---------------- |
| 1953              | Mabel Strickland | 5 128 | 4,33 | 0/40    | nowa | 4              | poza parlamentem |
| 1955              | Mabel Strickland | 3 649 | 3,02 | 0/40    | 0    | 3              | poza parlamentem |
| 1962              | Mabel Strickland | 7 290 | 4,84 | 1/40    | 1    | 5              | opozycja         |
| 1966              | Mabel Strickland | 2 009 | 1,4  | 0/40    | 1    | 4              | poza parlamentem |
| 1971              | Mabel Strickland | 1 756 | 1,04 | 0/40    | 0    | 3              | poza parlamentem |
| Partia rozwiązana |                  |       |      |         |      |                |                  |